# 非定常系統
在經典力學裏，假若一個系統的任何約束是非定常約束，則定義此系統為非定常系統。非定常約束的方程式顯性地含時間。假若約束方程式不顯性地含時間，則稱此約束為定常約束。

## 實例1：單擺

單擺

如右圖所示，單擺是由一個擺錘與一條繩子組成的簡單機械；繩子的上端固定，下端繫著擺錘。由於這繩子是無法伸縮的，繩子的長度是常數。所以，這系統是定常系統；它遵守定常約束
{\displaystyle {\sqrt {x^{2}+y^{2}}}-L=0}；
其中，{\displaystyle (x,\ y)}是擺錘的位置，{\displaystyle L}是擺長。

## 實例2：受驅擺

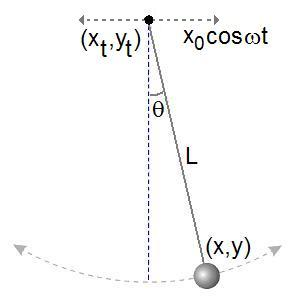
單擺的繩子上端受到簡諧運動的驅動。

參考右圖，假設一個單擺的繩子上端受到簡諧運動的驅動：
{\displaystyle x_{t}=x_{0}\cos \omega t}；
這裏，{\displaystyle x_{0}}是振幅，{\displaystyle \omega }是角頻率，{\displaystyle t}是時間。
由於無法伸縮繩子的長度是常數，擺錘與繩子上端的直線距離保持不變。但是，因為單擺的繩子上端受到簡諧運動的驅動，這個受驅擺系統是非定常系統；它遵守非定常約束
{\displaystyle {\sqrt {(x-x_{0}\cos \omega t)^{2}+y^{2}}}-L=0}。

## 參閱
- 擺
- 拉格朗日力學
- 完整系統
- 定常系統
- 單演系統
- 保守系統